# Addison Riecke

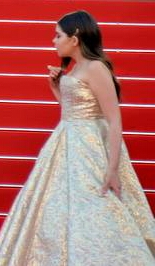
Addison Riecke (2017)

Addison Elizabeth Riecke (* 26. Januar 2004 in Los Angeles, Kalifornien) ist eine US-amerikanische Schauspielerin.
Bekannt wurde Riecke als Kinderdarstellerin der Nora Thunderman in der Fernsehserie Die Thundermans.

## Filmografie
- 2013: How to Live with Your Parents (For the Rest of Your Life) (Fernsehserie, eine Episode)
- 2013–2018: Die Thundermans (The Thundermans, Fernsehserie)
- 2014: Voll Vergeistert (Haunted Hathaways, Fernsehserie, eine Episode)
- 2017: Die Verführten (The Beguiled)
- 2018–2019: A Girl Named Jo (Fernsehserie, 23 Episoden)
- 2023: Rückkehr der Thundermans (The Thundermans Return)
- 2023: The Man in the White Van